# FC Mtsapéré
Der Football Club de Mtsapéré ist ein Fußballverein aus dem französischen Überseegebiet Mayotte. Der Klub spielt seit seiner Gründung im Jahre 1978 in der höchsten Spielklasse der Komoreninsel, dem Championnat de Mayotte de football. Durch zehn Erfolge in der nationalen Meisterschaft sowie im nationalen Pokalwettbewerb ist der Klub derzeit Rekordsieger in beiden Wettbewerben. Zudem konnten die Mtsapériens vier Mal die Coupe de France régionale gewinnen, deren Gewinn gleichbedeutend mit der Teilnahme an der siebten Runde der Coupe de France ist. Zugleich war der FC Mtsapéré der erste Verein, dem dieser Erfolg zuteilwurde. Bisher scheiterte das Team immer im ersten Spiel, zuletzt im November 2012 mit 1:2 am Klub aus Compiègne.

## Erfolge
- Meister (11): 2005, 2006, 2007, 2008, 2010, 2013, 2014, 2015, 2017, 2018, 2019
- Pokalsieger (10): 1981, 1983, 1984, 1985, 1987, 1991, 1993, 1995, 1997, 2017
- Coupe de France régionale: 1995, 2001, 2004, 2012